# Luftseilbahn Brülisau–Hoher Kasten

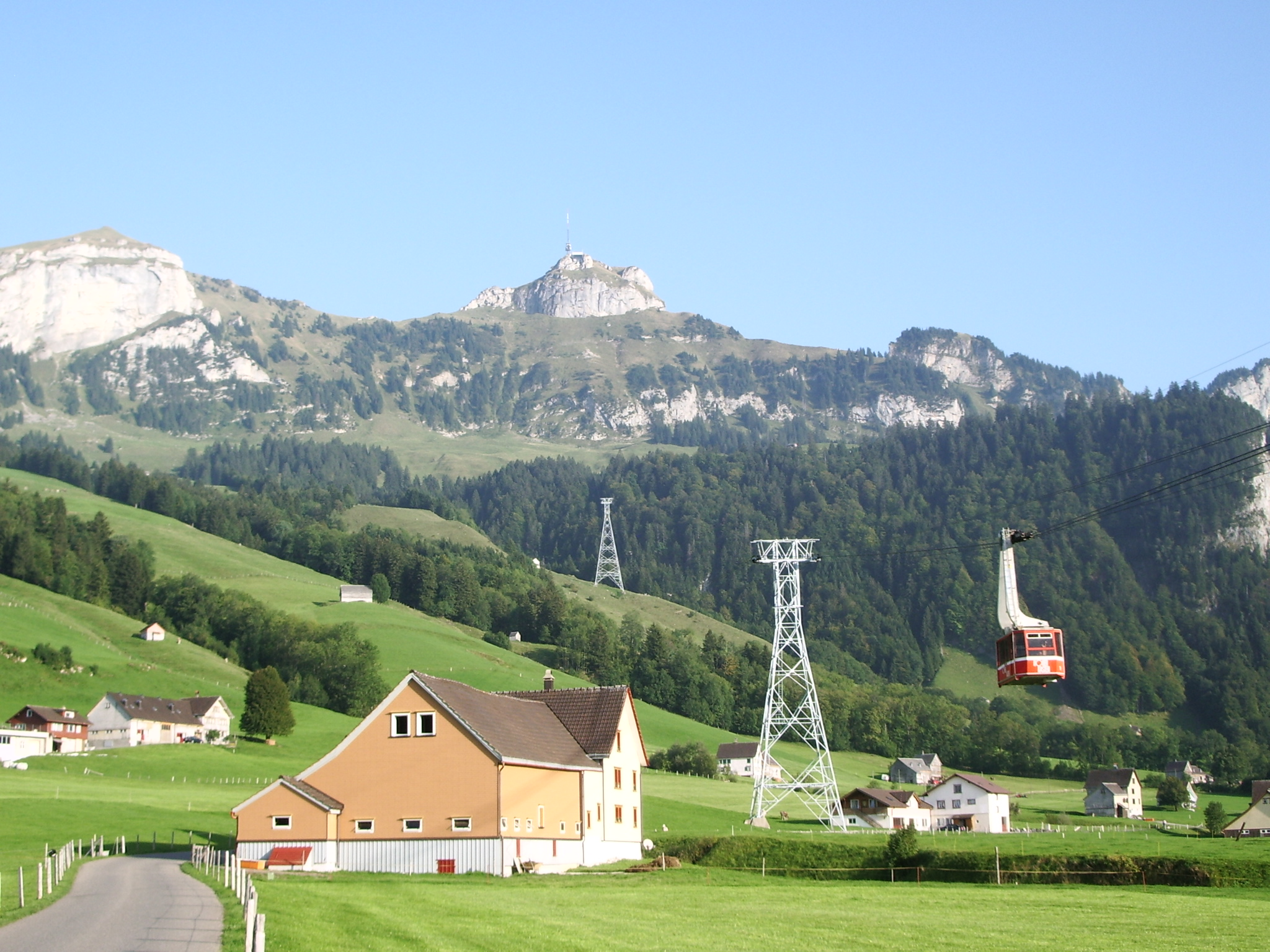
Sicht auf den Hohen Kasten von der Talstation aus gesehen.

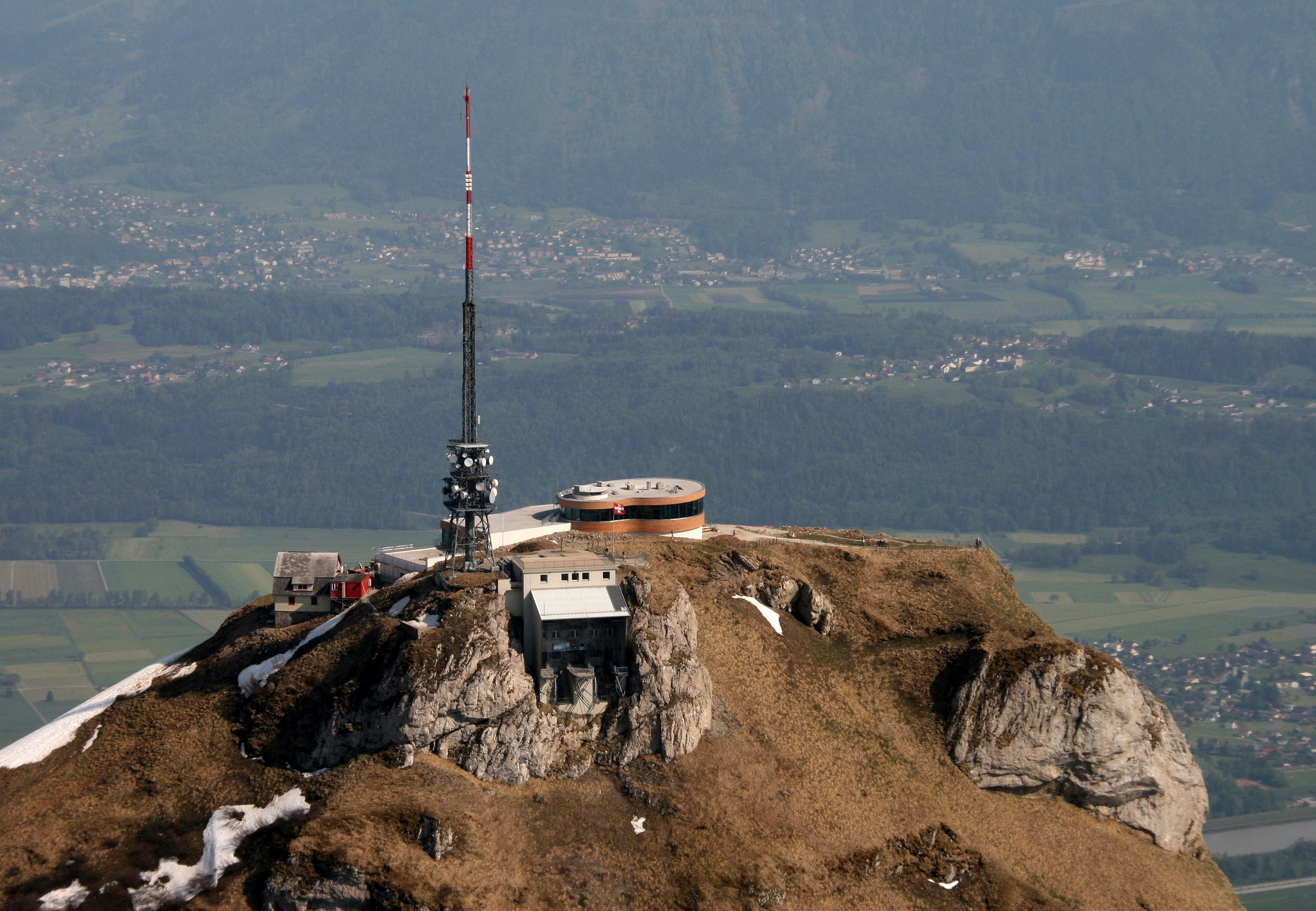
Bergstation der Luftseilbahn mit Blick in das Rheintal

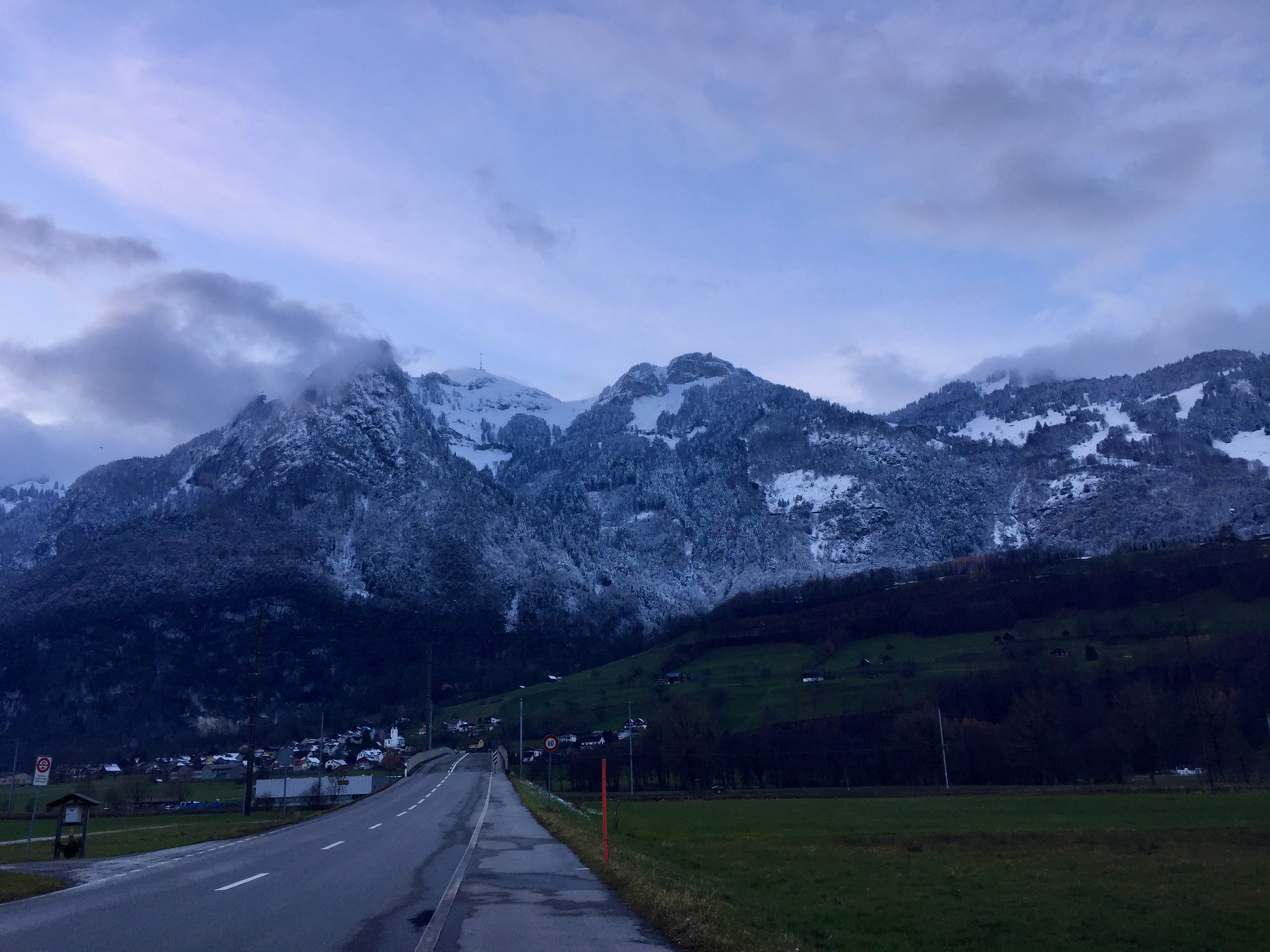
Blick von der Ortschaft Lienz im Rheintal. Ursprünglich planten die Rheintaler eine Bergbahn auf den Gipfel.

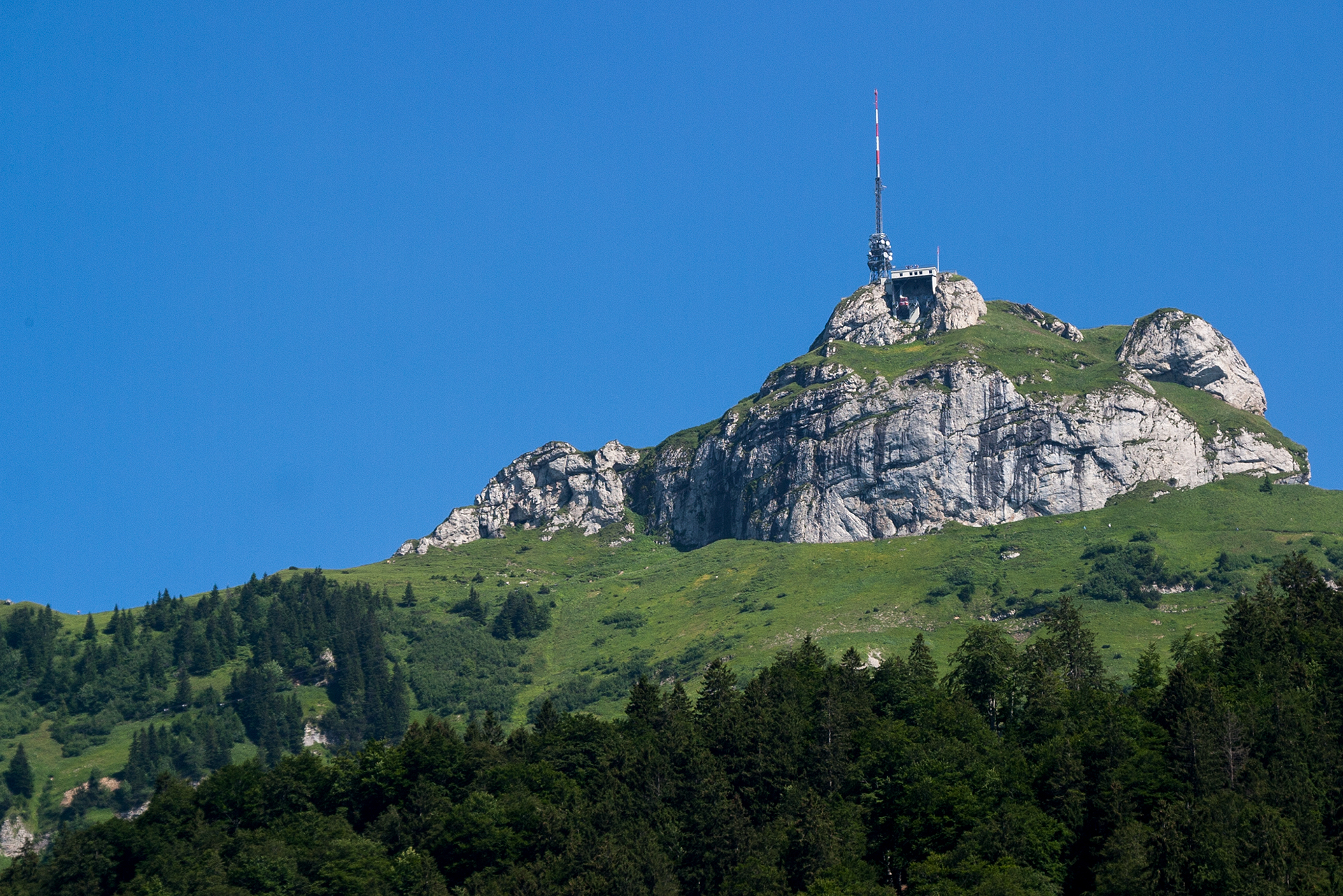
Gipfel des Hohen Kasten mit Bergstation von Brülisau aus gesehen

Die Luftseilbahn Brülisau–Hoher Kasten ist eine Bergbahn im Ostschweizer Kanton Appenzell Innerrhoden. Betrieben wird sie von der Hoher Kasten Drehrestaurant und Seilbahn AG in der Ortschaft Brülisau im Bezirk Schwende-Rüte. Die Luftseilbahn hat eine Länge von 2693 Metern und verbindet den Weiler Brülisau mit dem Hohen Kasten, einem 1794 Meter hohen Gipfel im Grenzgebiet zwischen Appenzell Innerrhoden und dem Rheintal des Kanton St. Gallen. Die Bahn wurde am 11. August 1964 feierlich eröffnet. Die Fahrzeit zum Gipfel beträgt 8 Minuten. Dabei überwindet sie eine Höhendifferenz von 857 Metern. Die Luftseilbahn ist die vierte Luftseilbahn für den öffentlichen Personenverkehr, die im Kanton Appenzell Innerrhoden errichtet wurde. Im Jahr 2017 wurden 189'629 Personen befördert.

## Technische Daten
Die Luftseilbahn Brülisau–Hoher Kasten ist eine zweispurige Pendelbahn mit zwei Stützen. Sie wurde 1964 von der Schweizer Firma Habegger in Thun im Berner Oberland errichtet. Die Bahn betreibt zwei Kabinen mit einer Beförderungsleistung von 50 Personen plus Führer. Die Kabinen mussten nach einem Unfall 2010 ausgetauscht werden. Die maximale Fahrgeschwindigkeit beträgt 7 Meter/Sekunde und die maximale Förderleistung in eine Richtung 300 Personen pro Stunde. Der Antrieb befindet sich in der Talstation. Die Stützen haben eine Höhe von 35 und 55 Metern. Die Tragseile haben einen Durchmesser von jeweils 40 Millimetern und das Zugseil einen Durchmesser von 31 Millimetern.

## Geschichte
1848 entstand der erste primitive Berggasthof auf dem Hohen Kasten. Wanderer erhielten dort Getränke, Suppe und bei Bedarf wohl auch ein Nachtlager. 1892 wurde der Berggasthof durch einen dreistöckigen Neubau ersetzt. Vor dem Ersten Weltkrieg bildeten ausländische Kunden, besonders aus Deutschland, die wirtschaftliche Basis des Berggasthauses. Doch aufgrund Krieg und Wirtschaftskrise blieben die ausländischen Kunden fern. Der Trend ging zum Kurzzeittourismus. Besonders Schweizer Touristen mussten akquiriert werden. Doch diese hatten kaum die Zeit, den Hohen Kasten vom Rheintal oder von Brülisau aus zu erklimmen.
Daher entstand in den frühen Fünfzigerjahren die Idee für die Luftseilbahn. Doch die Idee hatte einen schweren Start. Es war bereits eine Konzession an die Bergbahn Ebenalp vergeben worden, und die verantwortlichen Behörden befürchteten einen mörderischen Konkurrenzkampf zwischen den Bahnen. Da die Ebenalp-Bahn aber einen sehr guten Anklang bei den Touristen fand, genehmigte die Schweizer Bundesregierung ein zweites Gesuch am 13. April 1959. Doch diese Konzession war nicht unumstritten. Im gleichen Jahr reichte ein Rheintaler Initiativkomitee ebenfalls einen Antrag für eine Konzession in Bern ein. Eine Luftseilbahn sollte von Lienz auf den Hohen Kasten führen. Es bestand sogar die Idee, unter Umständen beide Bahnen zu verwirklichen. Die zuständigen Behörden entschieden sich aber dagegen, und die Genehmigung für die Rheintaler Bahn wurde nicht erteilt. Diese Entscheidung führte jedoch zu Verdruss bei den Rheintaler Gemeinden, befinden sich doch Teile des Gipfels des Hohen Kasten auf St. Galler Gebiet. Erschwerend kam hinzu, dass sich das Gipfelgebiet im Eigentum der privaten Alp-Genossenschaft Oberkamor befand, deren Sitz im Rheintal lag. 1961 stimmte die Landsgemeinde des Kantons Appenzell Innerrhoden einem Expropriationsgesetz zu, die Alp-Genossenschaft sollte enteignet werden. Doch diese wehrte sich vor dem Schweizer Bundesgericht. Am 30. April 1962 wurde die Beschwerde vom Bundesgericht verworfen.
Am 8. September 1962 fand im Kurhaus Weissbad die Gründungsversammlung für die Bergbahn-Gesellschaft statt. Im Frühjahr 1963 wurde mit den Bauarbeiten begonnen. Die Bahn wurde am 11. August 1964 feierlich eröffnet. 1989 wurden die Kabinen ersetzt. 2010 wurde mit dem Bau einer neuen Talstation begonnen, und die Kabinen mussten nach einem Unfall ausgetauscht werden. Am 31. März 2011 erfolgte die Neueröffnung der umgebauten Talstation. 2014 wurden Antrieb und Steuerung der Luftseilbahn ersetzt. Per 31. Dezember 2023 ist die Bahn aus der Alliance Swisspass ausgestiegen, womit die Gültigkeit von Generalabonnement und Halbtax erlischt.

## Unfall
Am 24. März 2010 kam es zu einem folgenschweren Unfall. Während einer Revisionsfahrt raste eine Kabine ungebremst in die Talstation, die dadurch erheblich beschädigt wurde. Die Kabine war unbesetzt. Ein leitender Mitarbeiter der Seilbahngesellschaft wurde schwer verletzt. Als Unfallursache wurde von der Kantonspolizei ein Bedienungsfehler ermittelt. Die Luftseilbahn war zum Unfallzeitpunkt im Unterhaltsbetrieb und wurde von der Talstation aus manuell bedient.

## Aktivitäten
Neben der Bergbahn betreibt die Hoher Kasten Drehrestaurant und Seilbahn AG auf dem Gipfel des Hohen Kasten seit dem 1. Mai 2008 ein Drehrestaurant mit 450 Plätzen und mehreren Gastronomiebereichen. Das alte Berggasthaus wurde abgerissen. Auf dem Gipfel befindet sich ein Sendeturm der Swisscom, der Radio- und Fernsehsendungen ausstrahlt. Die Bergstation ist ein beliebter Startplatz für Gleitschirme. Die Gesellschaft unterhält einen 5'000 m² grossen Alpengarten mit 300 verschiedenen, meist einheimischen Pflanzenarten. Dafür wurde ein Förderverein gegründet, der Verein Alpengarten Hoher Kasten.